# Масленникова, Вера Николаевна
Вера Николаевна Масленникова (29 апреля 1926, село Прилуки, Вологодская область — 14 августа 2000) — советский и российский математик, специалист в области дифференциальных уравнений в частных производных, математической гидродинамики и функциональных пространств. Доктор физико-математических наук, профессор, лауреат Государственной премии СССР, заслуженный деятель науки РФ.

## Биография
Родилась в селе Прилуки (под Вологдой). Участница Великой Отечественной войны.
В 1951 году окончила Московский государственный университет (МГУ). В 1954—1974 годах — научный сотрудник Математического института АН СССР. В 1955 году защитил кандидатскую диссертацию «Задача Коши и смешанная задача для одной системы уравнений с частными производными».
Доктор физико-математических наук (1971, диссертация «Математические вопросы гидродинамики вращающейся жидкости и системы С. Л. Соболева»), профессор (1974).
В 1975—1996 годах — заведующая кафедрой дифференциальных уравнений и функционального анализа Университета дружбы народов имени П. Лумумбы (РУДН).

## Награды и звания
- Государственная премия СССР (1986; в составе коллектива во главе с академиком С. Л. Соболевым),
- Золотая медаль Бернарда Больцано Чехословацкой АН (1985; за заслуги в развитии математических наук),
- Орден Отечественной войны II степени (1985),
- Заслуженный деятель науки Российской Федерации (8 мая 1992) - за заслуги в научно-педагогической деятельности[2].